# Ravina
Ravina ist eine Fraktion der Landeshauptstadt Trient, in der Provinz Trient, Region Trentino-Südtirol.

## Lage
Der Ort liegt südwestlich von Trient, am rechten Ufer der Etsch. Nachbarorte sind Belvedere im Norden, Romagnano im Süden, Mattarello im Südosten und Sardagna im Nordwesten. 

## Geschichte
1339 ist die Kirche „Santa Marina di Ravina“ sowie darüber ein „Domus dell’Orco“ erwähnt, möglicherweise identisch mit dem Turm „Torre di Ravina“. Seit 1540 war es ein Lehen der Familie Schrattenberg. Das Dorf war früher Filiale der Pfarrkirche St. Magdalena in Trient. Vermutlich seit dem 17. Jahrhundert besaßen die Sizzo de Noris in Ravina eine Villa. Die Sizzo sind seit dem 16. Jahrhundert in Trient nachweisbar. Am 6. März 1649 erlangte das Patriziergeschlecht den tridentischen Adelsstand sowie am 6. Oktober 1654 den erbländisch-österreichischen Adelsstand. 1774 erfolgte die Erhebung in den Grafenstand. Der im Sommer genutzte Landsitz wurde im 18. Jahrhundert dem Stil der Zeit angepasst. Die Pfarrkirche della Traslazione di Santa Marina entstand in ihrer heutigen Form von 1799 bis 1803 im Stil des Klassizismus. Anfang des 19. Jahrhunderts gehörte Ravina zum Landgericht Trient im Bezirk Trient des Königreiches Bayern.

## Sehenswürdigkeiten
- Torre di Ravina mit Kapelle der Kreuzerhöhung
- Pfarrkirche della Traslazione di Santa Marina
- Villa Margon mit Kapelle della Natività di Maria Vergine
- Villa Sizzo de Noris
- Hospiz San Nicolo
- Bildstöcke

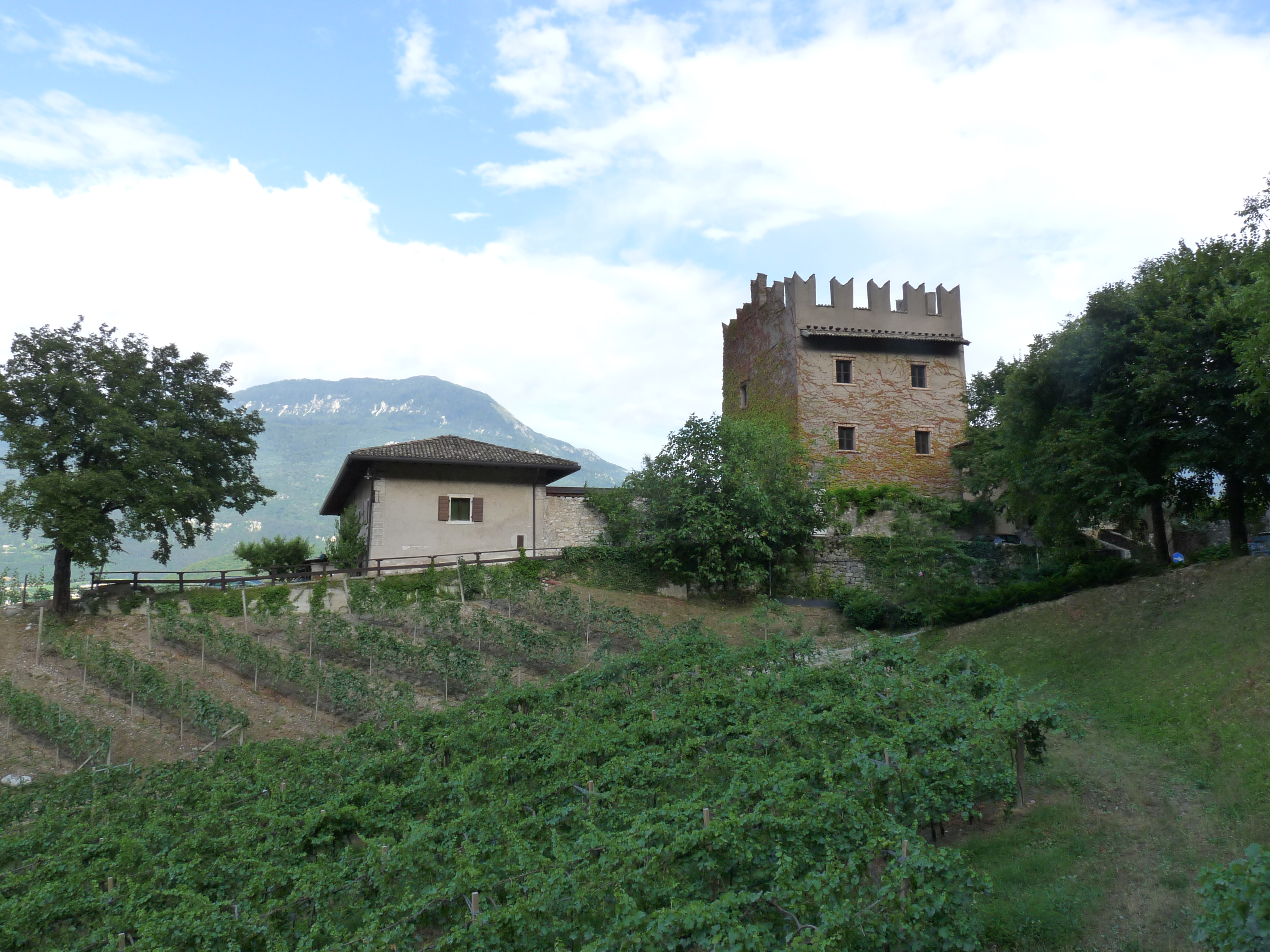
Torre di Ravina
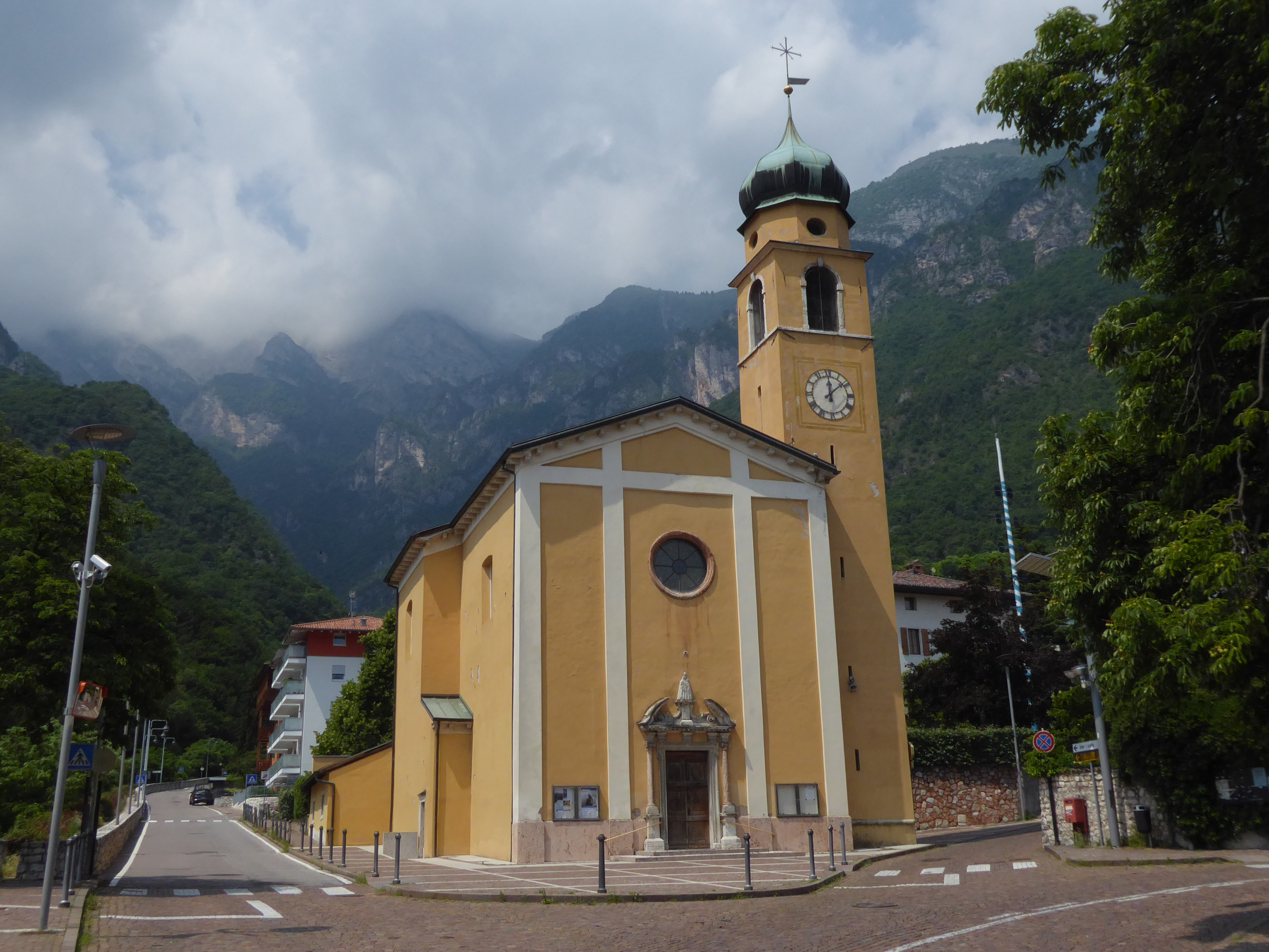
Pfarrkirche della Traslazione di Santa Marina
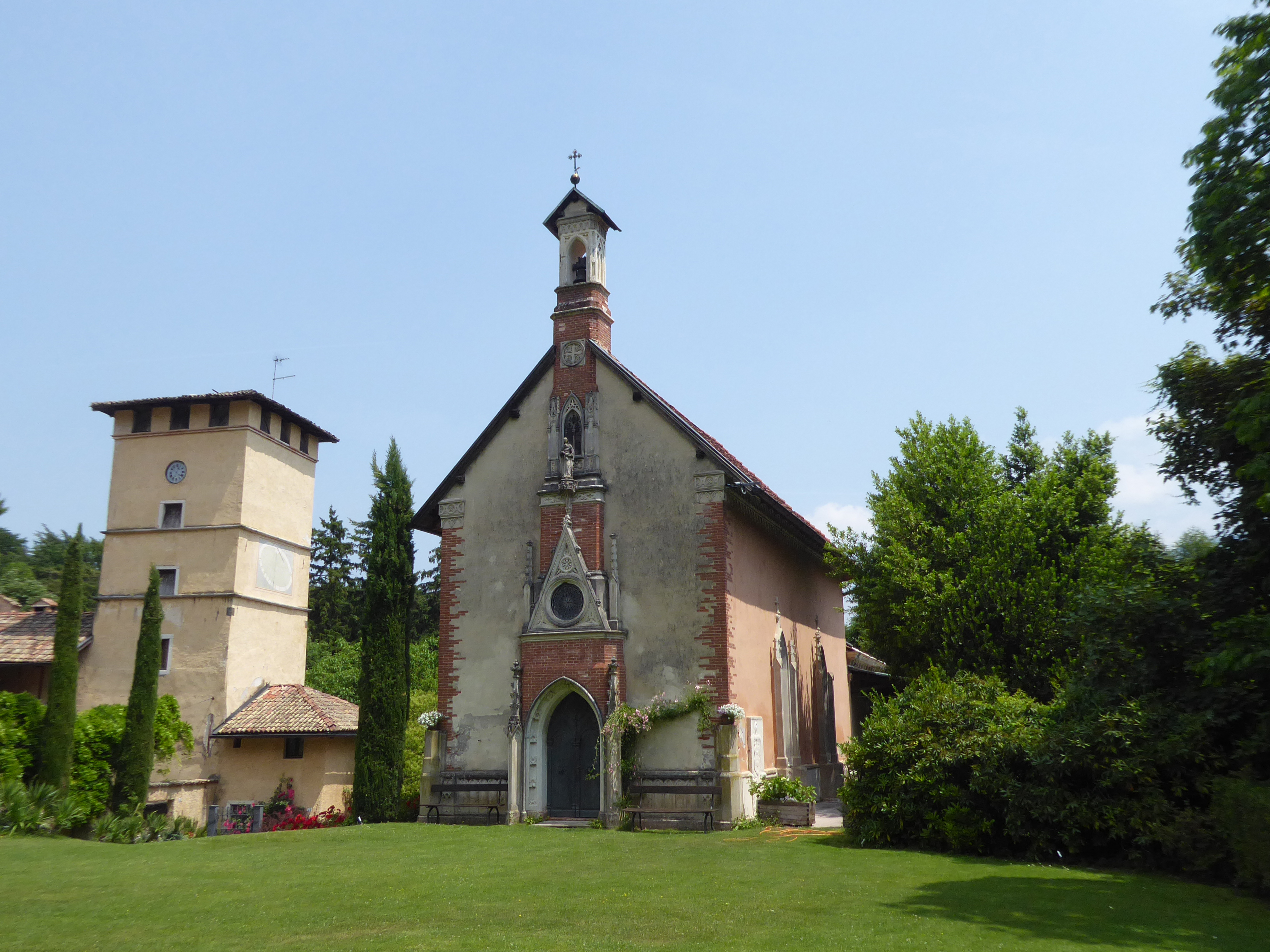
Kapelle della Natività di Maria Vergine
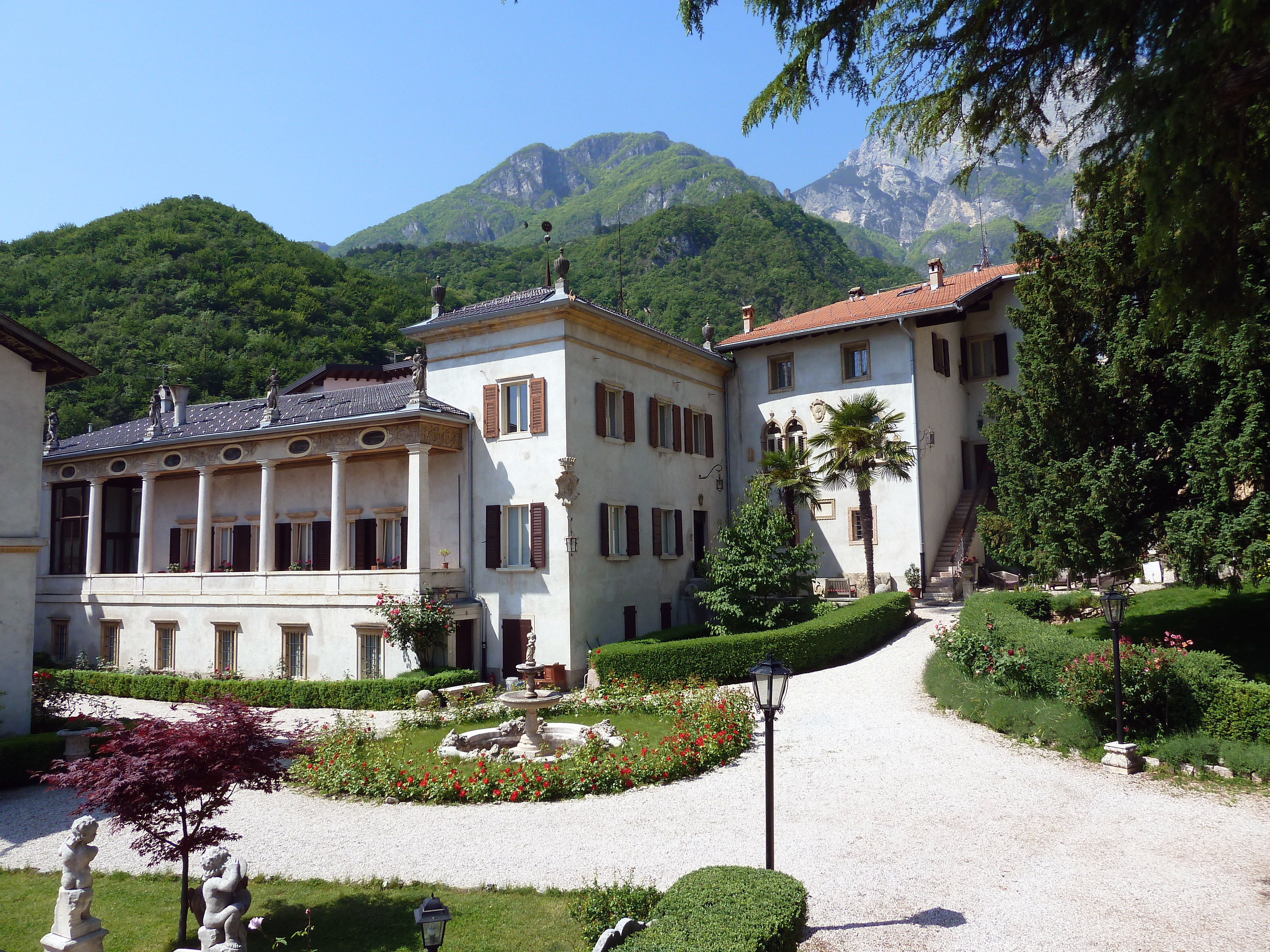
Villa Sizzo de Noris
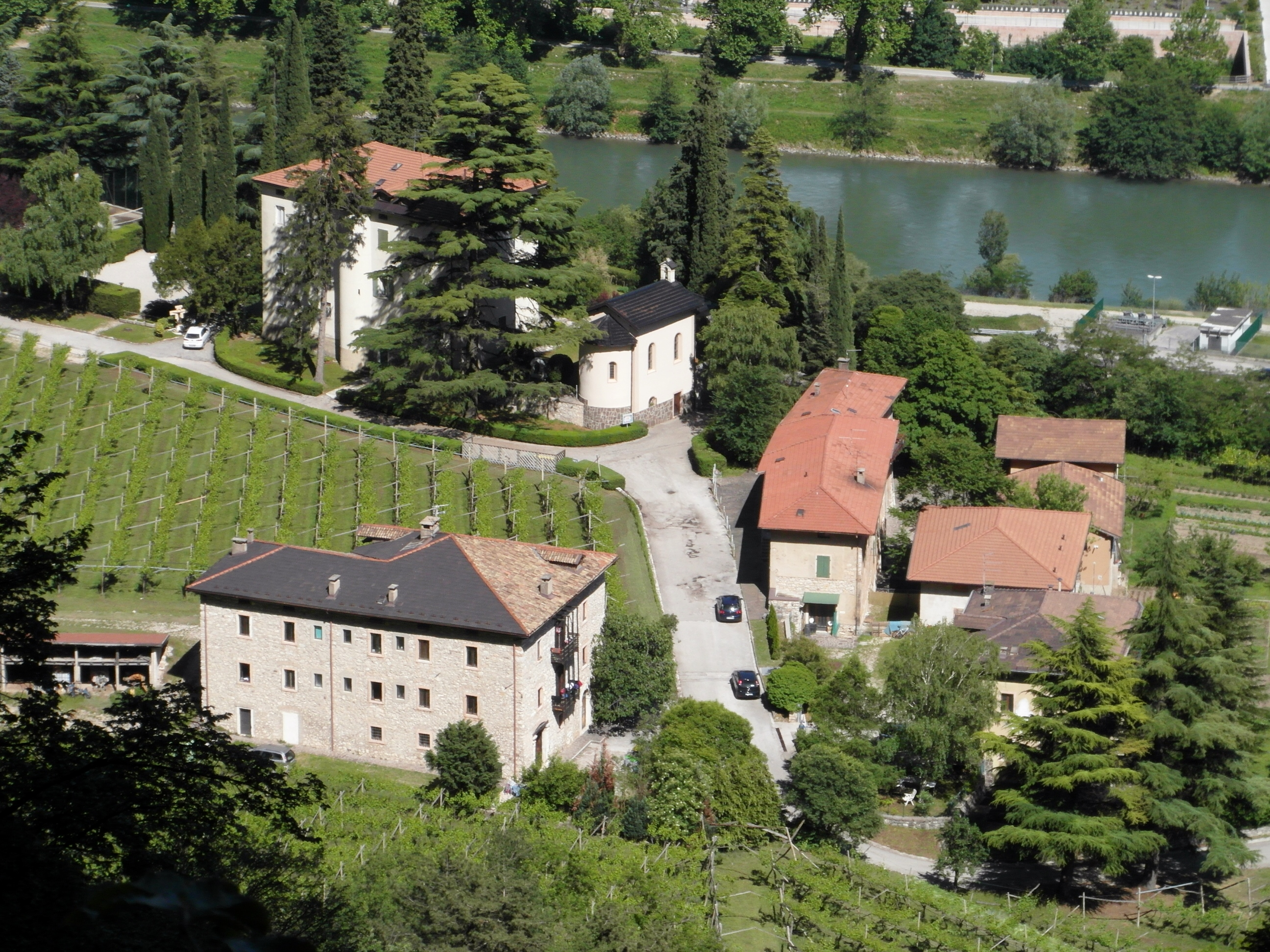
Hospiz San Nicolò